# Физики (фильм)
«Физики» — советский телевизионный фильм режиссёра Олега Рябоконя, снятый в 1988 году по одноимённой комедийной пьесе Фридриха Дюрренматта. Снят по заказу Ленинградского комитета по телевидению и радиовещанию Гостелерадио СССР.
Фильм сопровождается обращением автора пьесы, Фридриха Дюрренматта, к зрителям, в котором он говорит о политическом контексте пьесы и выражает надежду, что Земля когда-нибудь станет домом разума.

## Сюжет
Швейцария, санаторий «Вишнёвый сад». Здесь происходит несколько убийств сиделок (убили чемпионку по борьбе и чемпионку по джиу-джитсу), которые совершают пациенты, считающие себя великими физиками — Ньютоном и Эйнштейном. Полиция настаивает на ужесточении режима. Тогда медсестра Моника Штэтлер объясняется в любви третьему пациенту Иоганну Мёбиусу, который считает, что ему является царь Соломон. Тем не менее действия девушки (она сообщает Мёбиусу, что передала его труды его учителю; тот ничуть не верит в сумасшествие Мёбиуса и ждёт его возвращения в ряды учёных) приводят к тому, что Мёбиус её убивает.
Главный врач Матильда фон Цанд соглашается с ужесточением режима. На окнах устанавливают стальные решетки, вместо сиделок теперь работают санитары (в прошлом известные спортсмены-рукопашники). Тогда неожиданно «Ньютон» сообщает Мёбиусу, что на самом деле он — выдающийся физик Алек Килтон и эмиссар иностранной разведки (видимо, Великобритании или США). Тогда «Эйнштейн» сознаётся, в свою очередь, что и он не менее известный учёный — Иосиф Эйслер, а также одновременно агент иностранной разведки другого государства (вероятно, советской или восточногерманской). У них было схожее задание: забрать Иоганна Мёбиуса. Оба исследователя ознакомились с трудами Мёбиуса и поняли, что имеют дело с гением, способным совершить переворот в науке и во всей жизни человечества. Они настаивают на возвращении Иоганна к исследованиям, обещают колоссальное вознаграждение и славу, но он отказывается. Мёбиус поясняет, что когда он сделал первые свои открытия, он понял, что благодаря им будут подорваны основы экономики. И тогда он заявил всем, что ему является царь Соломон, и жена поселила его в частный санаторий для психически больных людей. За пятнадцать лет Мёбиус совершил ещё несколько открытий (в частности, он решил проблему всемирного тяготения, вывел формулу Вселенной, построил систему всех возможных открытий), которые должны полностью изменить жизнь человечества. Но он понимает, что в первую очередь его открытия будут использованы для создания новых видов оружия, в том числе массового поражения. Поэтому Иоганн сжёг все свои рукописи после смерти Моники. Коллеги в шоке, но Мёбиус уговаривает их и далее изображать из себя сумасшедших.
Неожиданно появляется фон Цанд, которая сообщает, что уже давно догадалась о мнимом безумии своих пациентов и весь срок нахождения Мёбиуса в санатории копировала рукописи, которые Мёбиус считал уничтоженными. Она специально подобрала таких сиделок, которые с большой долей вероятности разгадают своих подопечных. Их смерть позволила фон Цанд закрыть Мёбиуса навсегда от внешнего мира. Ею уже созданы предприятия, на которых будут производиться изобретения, созданные на основе открытий Мёбиуса. Матильда отправляется в свой секретный кабинет, из которого осуществляется слежка за подопечными, и обнаруживает там Рихарда Фосса, который уже давно разгадал её замыслы. У злодейки начинается истерика. В эпилоге каждый из учёных произносит монолог о своей вымышленной биографии, причём Иоганн Мёбиус уже «считает» себя царём Соломоном.

## В ролях
- Борис Плотников — Иоганн Вильгельм Мёбиус / пациент Иоганн Вильгельм Мёбиус, которому является царь Соломон, в эпилоге считающий себя царём Соломоном
- Леонид Броневой — Алек Джаспер Килтон / пациент Герберт Георг Бойтлер, называющий себя Ньютоном
- Борис Химичев — Иосиф Эйслер / пациент Эрнст Генрих Эрнести, называющий себя Эйнштейном
- Ольга Волкова — доктор Матильда фон Цанд, главный врач санатория «Вишнёвый сад»
- Марина Гаврилова — Лина Розе, бывшая жена Мёбиуса
- Николай Мартон — Оскар Розе, миссионер, новый муж Лины
- Наталья Данилова — медицинская сестра Моника Штэтлер
- Армен Джигарханян — инспектор полиции Рихард Фосс
- Антонина Шуранова — Марта Болль, старшая медсестра